# Nils Olof Andersson
Nils Olof Andersson var ett barnprogram i Sveriges television som sändes 1989 i SVT1.
Programmet regisserades av Håkan Alexandersson. I rollerna syntes bland andra: Krister Broberg, Gert Fylking, Ellen Lamm, Tomas Norström och Mats G. Bengtsson.

## Handling
Nils Olof Anderssons uppdrag är att han ska följa den första människa som kommer i hans väg, och med sin godhet fördriva ondskan ur denna människas hjärta. Om detta lyckas, inom 120 dagar, ska Gud låta människorna leva ännu en tid. Om det misslyckas ska Gud låta en dödlig förkylning utplåna människorna.